# Padma Vibhushan
Il Padma Vibushan è la seconda più alta onorificenza civile indiana (mentre la prima è il Bharat Ratna); consiste in una medaglia e in un encomio, ed è assegnata dal Presidente dell'India per un servizio eccezionale reso alla nazione.
Nell'aprile 2021 è stata assegnata a 321 persone.
Istituito il 2 gennaio 1954, era originariamente pensato come la prima di tre classi; la seconda e la terza sono oggi diventate due onorificenze indipendenti, rispettivamente il Padma Bhushan e il Padma Shri.